# Punta Umbría
Punta Umbría ist eine spanische Stadt in der Provinz Huelva der Autonomen Region Andalusien. 2024 hatte die Gemeinde 16.137 Einwohner. Das Stadtgebiet hat eine Fläche von 38,77 km² und eine Bevölkerungsdichte von 416 Einw./km². Der Ort liegt 7 m über dem Meeresspiegel auf einer Landzunge zwischen dem  Atlantischen Ozean und dem Mündungsdelta der Flüsse Odiel und Rio Tinto. Unmittelbar nördlich der Stadt, im Mündungsgebiet der Flüsse, liegt der Naturpark Marismas del Odiel, der 1983 von der UNESCO zum Biosphärenreservat erklärt wurde. Bis zu Provinzhauptstadt Huelva sind es etwa 20 km (Straße).
Fischfang und Tourismus prägen die Stadt. Einerseits strömen im Sommer bis zu 70.000 Urlauber in die Stadt, um sich an den vier Stränden El Portil, La Bota, Los Enebrales und Matanegra zu erholen. Andererseits besitzt Punta Umbría mit rund 190 Booten eine der größten Fischfangflotten der Provinz. Gut 4.800 t Fisch werden pro Jahr am Ort angelandet.
| Jahr      | 1970  | 1980  | 1990   | 2000   | 2010   | 2020   |
| --------- | ----- | ----- | ------ | ------ | ------ | ------ |
| Einwohner | 6.606 | 8.625 | 10.031 | 12.266 | 15.016 | 15.959 |